# Duitsland op het Eurovisiesongfestival 1977
Duitsland deed mee aan het Eurovisiesongfestival 1977 in Londen. Het was de 22ste deelname van het land op het Eurovisiesongfestival.

## Selectieprocedure
In tegenstelling tot de vorige jaren, en voor het eerst sinds 1974, koos men ervoor om een interne selectie te organiseren.
Men koos voor Silver Connections met het lied "Telegram".
In die tijd was Silver Connections een van de meest commerciële bands in Duitsland.
Ze zijn tot op heden nog steeds de enige groep ooit die deelnam aan het Eurovisiesongfestival, die een nummer 1-hit hadden in de Verenigde Staten voorafgaand aan hun deelname.

## In Londen
In de finale van het Eurovisiesongfestival 1977, gehouden in Londen, moest Duitsland optreden als 6de, net na Noorwegen en voor Luxemburg. Op het einde van de stemming bleek dat ze op een 8ste plaats geëindigd was met 52 punten.
Nederland had drie punten over voor deze inzending, België geen.

### Gekregen punten
| 12 punten                  | 10 punten | 8 punten                                       | 7 punten                 | 6 punten                       |
| -------------------------- | --------- | ---------------------------------------------- | ------------------------ | ------------------------------ |
|                            |           | - Griekenland - Portugal - Verenigd Koninkrijk |                          | - Italië                       |
| 5 punten                   | 4 punten  | 3 punten                                       | 2 punten                 | 1 punt                         |
| - Israël - Spanje - Zweden |           | - Nederland                                    | - Luxemburg - Oostenrijk | - Frankrijk - Ierland - Monaco |

### Gegeven punten
Punten gegeven in de finale:
| 12 punten | Frankrijk           |
| 10 punten | Verenigd Koninkrijk |
| 8 punten  | België              |
| 7 punten  | Spanje              |
| 6 punten  | Monaco              |
| 5 punten  | Ierland             |
| 4 punten  | Griekenland         |
| 3 punten  | Italië              |
| 2 punten  | Zweden              |
| 1 punt    | Portugal            |

1956 · 1957 · 1958 · 1959 · 1960 · 1961 · 1962 · 1963 · 1964 · 1965 · 1966 · 1967 · 1968 · 1969 · 1970 · 1971 · 1972 · 1973 · 1974 · 1975 · 1976 · 1977 · 1978 · 1979 · 1980 · 1981 · 1982 · 1983 · 1984 · 1985 · 1986 · 1987 · 1988 · 1989 · 1990 · 1991 · 1992 · 1993 · 1994 · 1995 · 1996 · 1997 · 1998 · 1999 · 2000 · 2001 · 2002 · 2003 · 2004 · 2005 · 2006 · 2007 · 2008 · 2009 · 2010 · 2011 · 2012 · 2013 · 2014 · 2015 · 2016 · 2017 · 2018 · 2019 · 2020 · 2021 · 2022 · 2023 · 2024 · 2025